# Commicarpus simonyi
Commicarpus simonyi är en underblomsväxtart som först beskrevs av Anton Heimerl och Friedrich Vierhapper, och fick sitt nu gällande namn av Robert Desmond Meikle. Commicarpus simonyi ingår i släktet Commicarpus, och familjen underblomsväxter. Inga underarter finns listade i Catalogue of Life.